# Indalo

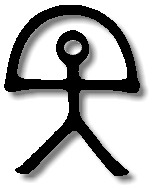
Representació d'un indalo.

L'indalo és una figura d'origen ancestral que es troba a la bauma dels ruscs ("abrigo de las colmenas") situada a la zona oest de la vessant sud del Maimon Chicoa, al municipi de Vélez-Blanco (província d'Almeria, Espanya). Es tracta d'una pintura rupestre del Neolític tardà o de l'edat del coure. Representa una figura humana amb els braços estesos i un arc sobre les seves mans, si bé el seu significat no ha estat encara aclarit de forma definitiva. També existeixen diverses teories que apunten a certa divinitat en el dibuix. Actualment és un símbol d'Almeria.

## Història

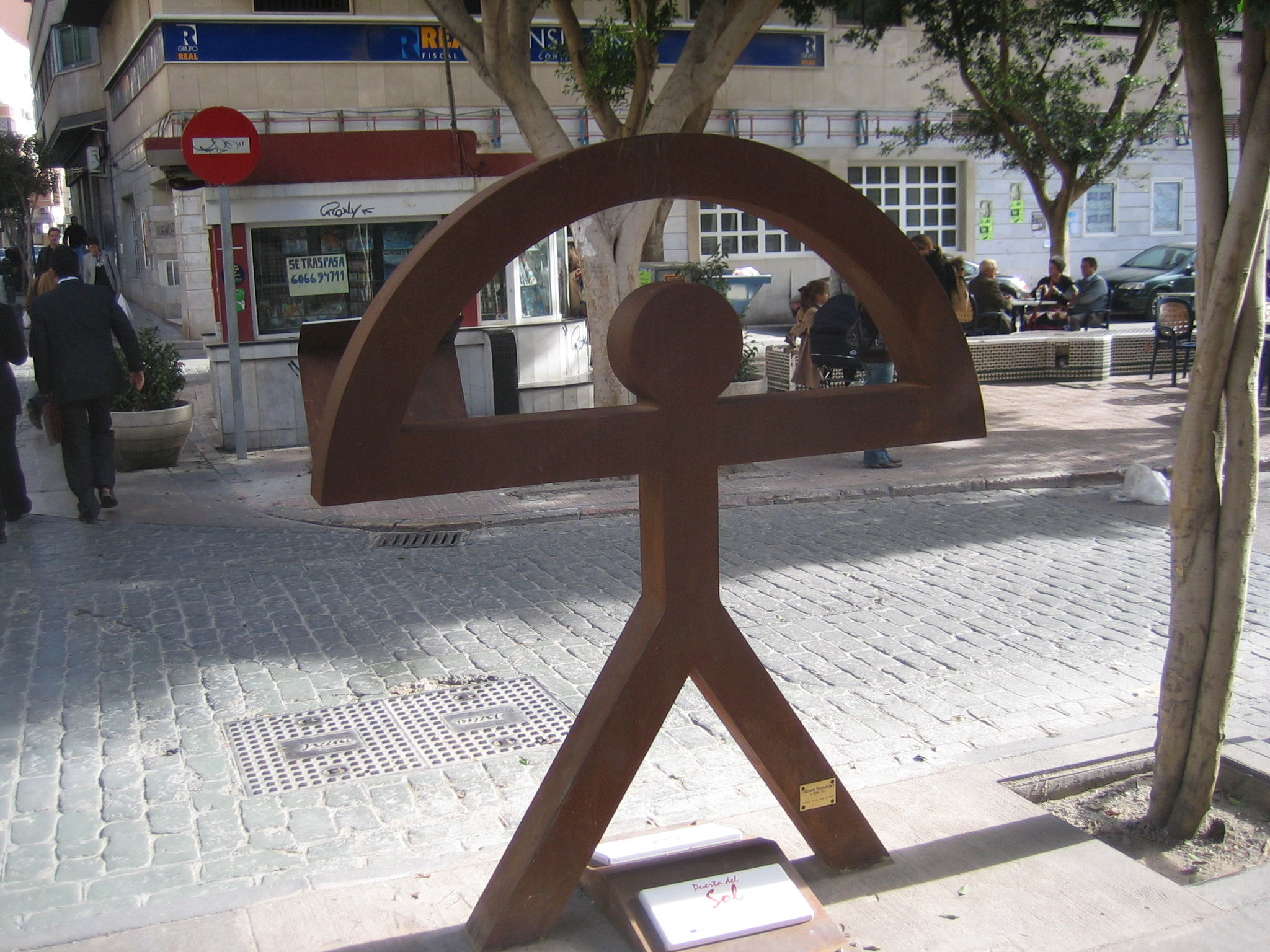
Escultura d'un indalo als carrers d'Almeria.

L'indalo, va ser descobert cap al 1868 per l'almerienc Manuel de Góngora y Martínez. Aquesta bauma, que dona aixopluc a l'indalo, va ser declarada monument historicoartístic nacional el 1924.
Durant segles, abans de la catalogació de l'indalo per part dels estudiosos, va ser símbol de bona sort i considerat un tòtem al nord i llevant de la província d'Almeria, especialment a Mojácar, on el pintaven amb almagre per protegir les cases de les tempestes i del mal d'ull. Se l'anomenava el muñequillo mojaquero.
A mitjans del segle xx, va ser pres com a símbol i bandera d'un moviment intel·lectual i pictòric, el moviment indalià, encapçalat per Jesús de Perceval, deixeble de la visió mediterrània del filòsof Eugeni d'Ors. Per la seva banda, Perceval reivindicava la postura vital, la cosmovisió d'Almeria i l'essencialitat de les cultures anteriors, de l'antiguitat, en un renéixer constant del classicisme considerat com a moviment etern que es renova cíclicament.